# Rijksgraafschap Holzappel
Holzappel was een tot de Nederrijns-Westfaalse Kreits behorend rijksgraafschap binnen het Heilige Roomse Rijk

Holzappel-Schaumburg

Holzappel was onder de naam Esten de hoofdplaats van de heerlijkheid Esterau, een van de oudste bezittingen van de graven van Nassau. Zowel de Ottoonse linie als de Walramse linie bezaten een aandeel in de heerlijkheid. Het Ottoonse deel komt in 1564 aan de graaf van Nassau-Dillenburg en het Walramse deel in 1631 aan Nassau-Hadamar.
In 1643 verkoopt Nassau-Hadamar de heerlijkheid Esterau met de voogdij Isselbach en Eppenrod aan veldmaarschalk Peter Melander.
Keizer Leopold I verheft deze gebieden op 14 mei 1647 tot het rijksgraafschap Holzappel met een zetel in het college van de graven van Westfalen in de Rijksdag. De plaats Esten neemt daarop de naam van het graafschap aan: Holzappel.
Op 10 juni 1656 overlijdt Peter zonder mannelijke nakomelingen. Zijn weduwe verwerft in hetzelfde jaar van de graaf van Leiningen-Westerburg de heerlijkheid Schaumburg. Hun dochter Elizabeth Charlotte is gehuwd met Adolf van Nassau-Dillenburg.
Via hun dochter Charlotte, die gehuwd is met Lebrecht van Anhalt-Bernburg-Hoym komen Holzappel en Schaumburg uiteindelijk in deze zijtak van het huis Anhalt-Bernburg, dat daarna Anhalt-Bernburg-Schaumburg heet.
In de Rijnbondsacte van 12 juli 1806 worden in artikel 24 het graafschap Holzappel en de heerlijkheid Schaumburg onder de gezamenlijke soevereiniteit van de hertog van Nassau-Usingen en de vorst van Nassau-Weilburg geplaatst: de mediatisering.
Regenten
| regering  | naam                 | geboren   | overleden | familie   |
| --------- | -------------------- | --------- | --------- | --------- |
| 1641-1648 | Peter Melander       | 8-2-1589  | 18-5-1648 |           |
| 1648-1707 | Elizabeth Charlotte  | 19-2-1640 | 17-3-1707 | dochter   |
| 1707-1772 | Victor Amadeus Adolf | 7-9-1693  | 15-4-1772 | kleinzoon |
| 1772-1806 | Karel Lodewijk       | 16-5-1723 | 20-8-1806 | zoon      |